# Franz Eichhorst
Franz Eichhorst (Berlín, 7 de septiembre de 1885 - Innsbruck, 30 de abril de 1948) fue un pintor, grabador e ilustrador alemán, uno de los artistas más conocidos de la Alemania nazi, especialmente por sus pinturas de temática bélica en las que exaltaba los valores del régimen nazi.
Eichhorst se ofreció como voluntario para el servicio militar de Alemania en la I Guerra Mundial. En la década de 1920, Eichhorst estableció un estudio de verano en Matrei in Osttirol (Austria). Allí, en 1928, creó una de sus obras más conocidas, Mädchen mit Krug («Chica con lanzador»).
En 1938 creó una serie de murales de guerra para el Rathaus Schöneberg en Berlín. En abril de 1938, Adolf Hitler le otorgó el título de profesor honorario. Más de 50 de sus obras fueron exhibidas en la exposición de arte alemán (Grosse Deutsche Kunstausstellung) en la Haus der Kunst de Múnich, incluyendo escenas de batallas de la Segunda Guerra Mundial, especialmente las de los conflictos en Polonia y Rusia. Una de sus obras, Recuerdo de Stalingrado, pintada en 1943 y parte de la colección personal de Hitler, permaneció desaparecida desde la caída de Berlín en 1945 hasta que fue hallada en 2012 en el monasterio Doksany, cerca de Praga, en la República Checa.